# Pseudoparatettix systolus
Pseudoparatettix systolus är en insektsart som beskrevs av Günther, K. 1939. Pseudoparatettix systolus ingår i släktet Pseudoparatettix och familjen torngräshoppor. Inga underarter finns listade i Catalogue of Life.